# Donji Lajkovac
Donji Lajkovac (Servisch cyrillisch: Доњи Лајковац) is een plaats in de Servische gemeente Lajkovac. De plaats telt 494 inwoners (2002).